# Micrathyria pseudhypodidyma
Micrathyria pseudhypodidyma là loài chuồn chuồn trong họ Libellulidae. Loài này được Costa, Lourenço & Viera mô tả khoa học đầu tiên năm 2002.